# Witalij Lytwynenko
Witalij Iwanowyitsch Lytwynenko (ukrainisch Віталій Іванович Литвиненко; * 14. März 1970 in Charkiw, Ukrainische SSR, Sowjetunion) ist ein ehemaliger ukrainischer Eishockeyspieler und heutiger Trainer. Mit über einhundert Punkten ist er bis heute der Topscorer der ukrainischen Nationalmannschaft.

## Karriere
Witalij Lytwynenko begann seine Karriere bei Dinamo Charkiw in seiner Heimatstadt. Mit dem Klub wurde er 1988 Meister der Perwaja Liga und stieg in die Wysschaja Liga, die damals höchste Spielklasse der Sowjetunion, auf, wo man sich bis 1990 halten konnte. Nach dem Abstieg spielte er mit Dinamo zwei weitere Jahre in der Perwaja Liga. 1992 wechselte er in die ukrainische Hauptstadt und stand dort drei Jahre für den HK Sokil Kiew, mit dem er 1993 und 1995 ukrainischer Meister wurde, in der ukrainischen Eishockeyliga auf dem Eis. Anschließend zog es ihn nach Russland zu Torpedo Jaroslawl. Mit dem Klub aus Zentralrussland wurde er 1997 russischer Meister. Zum Jahreswechsel 2001/02 verließ er den inzwischen in Lokomotive Jaroslawl umbenannten Klub und schloss sich dem HK Lada Toljatti an, bei dem er die Superliga-Saison beendete. Die folgenden zwei Jahre verbrachte er bei Torpedo Nischni Nowgorod, mit dem er 2003 aus der inzwischen zweitklassigen Wysschaja Liga in die Superliga aufstieg, sich dort aber nicht halten konnte. Nach dem Abstieg kehrte er zu Sokil Kiew zurück und spielte mit dem Klub sowohl in der ukrainischen Liga als auch zeitweise in der stärkeren weißrussischen Extraliga, deren Topscorer und bester Vorbereiter er 2006 war. Dabei konnte er 2005, 2006, 2008, 2009 und 2010 mit Sokil erneut die ukrainische Landesmeisterschaft gewinnen. Nur unterbrochen von einem einjährigen Abstecher zum HK Homel, mit dem er 2007 den weißrussischen Pokalwettbewerb gewinnen konnte und wie im Vorjahr bei Sokil Kiew auch Topscorer und bester Vorbereiter der Extraliga wurde, blieb er bis 2012 bei Sokil Kiew. Anschließend ließ er seine Karriere mit jeweils einjährigen Auftritten beim HK Bilyj Bars Browary, dem HK Kompanjon Kiew, mit dem er 2014 ebenfalls ukrainischer Meister wurde, und Wytjas Charkiw ausklingen. Bei Wytjas war er anschließend bis November 2016 als Cheftrainer tätig.

### International
Lytwynenko spielte mit der ukrainischen Nationalmannschaften bei den C-Weltmeisterschaften 1993, 1994 und 1995, der B-Weltmeisterschaft 1998 sowie den A-Weltmeisterschaften 1999 und 2000. Nach der Umstellung auf das heutige Divisionensystem war er zunächst bei den Weltmeisterschaften der Top-Division 2001, 2003, 2004 und 2006 aktiv. Zudem trug er nach dem Abstieg 2007 das Nationaltrikot bei den Weltmeisterschaften der Division I in den Jahren 2008 und 2009. Im Jahr 2009 wurde er am Turnierende ins All-Star-Team gewählt. 2011 war er mit drei Toren und fünf Vorlagen zweitbester Scorer des Turniers hinter seinem Landsmann Oleksandr Materuchin. 2013 war er mit zwei Toren und acht Vorlagen gemeinsam mit seinem Landsmann Oleh Tymtschenko bester Scorer und zudem auch mit dem Litauer Daniel Bogdziul bester Vorbereiter des Turniers.
Darüber hinaus nahm er für die Ukraine an den Olympischen Winterspielen 2002 in Salt Lake City sowie den Qualifikationsturnieren für die Winterspiele 2002, 2006 in Turin und 2010 in Vancouver teil.

## Erfolge und Auszeichnungen
| - 1988 Meister der Perwaja Liga und Aufstieg in die Wysschaja Liga mit Dinamo Charkiw - 1993 Ukrainischer Meister mit dem HK Sokil Kiew - 1995 Ukrainischer Meister mit dem HK Sokil Kiew - 1997 Russischer Meister mit Torpedo Jaroslawl - 2005 Ukrainischer Meister mit dem HK Sokil Kiew - 2006 Ukrainischer Meister mit dem HK Sokil Kiew - 2006 Topscorer und bester Vorbereiter der Extraliga | - 2007 Weißrussischer Pokalsieger mit dem HK Homel - 2007 Topscorer und bester Vorbereiter der Extraliga - 2008 Ukrainischer Meister mit dem HK Sokil Kiew - 2009 Ukrainischer Meister mit dem HK Sokil Kiew - 2010 Ukrainischer Meister mit dem HK Sokol Kiew - 2014 Ukrainischer Meister mit dem HK Kompanjon Kiew |

### International
- 1998 Aufstieg in die A-Gruppe bei der B-Weltmeisterschaft